# Viper (esport)
 (novembre 2024).
 (novembre 2024).
Si vous disposez d'ouvrages ou d'articles de référence ou si vous connaissez des sites web de qualité traitant du thème abordé ici, merci de compléter l'article en donnant les références utiles à sa vérifiabilité et en les liant à la section « Notes et références ».
 (novembre 2024).
- Si vous ne connaissez pas le sujet, laissez ce bandeau (vous pouvez alors contacter les auteurs).
- Si vous supprimez le contenu mis en cause (vous pouvez préalablement contacter les auteurs),

argumentez précisément cette suppression dans la page de discussion
(un manque de référence n'est pas un argument ; une recherche réelle de référence doit avoir été effectuée, être formellement documentée).
Pour les articles homonymes, voir Viper.
En esport, Park Do-hyeon (en coréen 박도현), plus connu sous le pseudonyme de Viper, est un joueur professionnel sud-coréen de League of Legends évoluant au poste d'AD Carry pour l'équipe Hanwha Life Esports (en). 
Il a notamment remporté le titre de meilleur joueur de LPL durant le Spring 2021 et un titre de champion du monde avec l'équipe chinoise Edward Gaming. 
Pour 2024, Viper reste avec Kim « Zeka » Geon-woo chez Hanwha Life Esports, et retrouvera Choi « Doran » Hyeon-joon, avec qui il avait joué en 2019 chez Griffin.

## Carrière

### Saison 2018
Park « Viper » Do-hyeon commence sa carrière de joueur professionnel chez Griffin, avec à ses côtés Choi « Sword » Sung-won, Lee « Tarzan » Seung-yong, Shin « Rather » Hyeong-seop et Son « Lehends » Si-Woo. Ils joueront la promotion pour accéder à la LCK, ce qui fut une chose plutôt simple car ils ne perdront pas une seule partie. Viper et ses coéquipiers arrivent donc dans la meilleure ligue en Corée, et accueilleront Jeong « Chovy » Ji-hoon.
Pour leur début en LCK, ils finiront à la 2e place de la saison régulière, et à la 2e place des playoffs en s'inclinant face à KT Rolster (en). Les Griffin et Viper joueront la finale régionale, pour tenter de se qualifier aux Worlds, mais ne parviendront pas à s'emparer de la place restante. Ils joueront la KeSPA Cup, qu'ils gagneront.

### Saison 2019
Pour 2019, aucun changement n'est à répertorier. Park « Viper » Do-hyeon et ses coéquipiers de chez Griffin continueront leur domination de la même façon qu'en 2018, avec cette fois-ci une 1re place en saison régulière et un pentakill avec Kai'Sa face à Hanwha Life Esports. Mais, ils ne parviendront pas à conclure la saison de la même façon et obtiendront une 2e place en playoffs face à des SKT T1 trop dominant.
Le Summer Split est très similaire, avec comme seul changement l'ajout de Choi « Doran » Hyeon-joon dans le roster, en supplément de Choi « Sword » Sung-won. Ils finiront à la 1re place de la saison régulière et à la 2e place des playoffs, après leur défaite une nouvelle fois face à SKT T1.
Cette fois-ci, Viper et ses coéquipiers joueront les Worlds en Europe. Ils sortiront lors des huitièmes de finale face à Invictus Gaming (en) à Madrid, où Viper fera l'un des pentakills les plus mémorables avec Xayah.

### Saison 2020
Viper reste chez Griffin pour ce début d'année, mais il ne restera pas avec les mêmes coéquipiers que la saison passée. Choi « Sword » Sung-won et Lee « Tarzan » Seung-yong sont toujours présents, mais avec en plus Son « Ucal » Woo-hyeon et Jeong « Kabbie » Sang-hyeon. La saison ne se passe pas comme les précédentes ; Griffin se retrouve à la 10e position. Ils joueront la relégation face à Sandbox Gaming (en), et devront s'incliner. Cette dernière mésaventure fut synonyme de fin pour Griffin, et Park « Viper » Do-hyeon doit trouver une nouvelle équipe.
Il s'engagera avec Hanwha Life Esports (en),, au côté de Lee « CuVee » Seong-jin, Kang « Haru » Min-seung, Kim « Lava » Tae-hoon et Son « Lehends » Si-Woo, avec qui il a déjà joué plusieurs saisons. Malheureusement pour Viper et pour HLE, le résultat n'est pas celui attendu et ils finiront à la 9e position. La saison 2020 de l'AD Carry s'arrêtera donc sur ces mauvaises performances.

### Saison 2021
Park « Viper » Do-hyeon doit rebondir après cette mauvaise saison. Il s'engagera avec Edward Gaming en LPL. Accompagné de Li « Flandre » Xuan-Jun, Zhao « Jiejie » Li-Jie, Lee « Scout » Ye-chan et Tian « Meiko » Ye, ils finiront à la 2e place de la saison régulière, avec deux pentakills de Viper ; l'un avec Samira face à Bilibili Gaming (en), l'autre avec Tristana face à Top Esports (en). Malheureusement, Viper n'obtiendra pas son premier titre durant ce split, après s'être incliné face à RNG. Il sera tout de même nommé meilleur joueur de LPL durant le split.
EDG termine le Summer Split à la 2e place de la saison régulière, et, cette fois-ci, Viper et ses coéquipiers parviendront à battre l'équipe finaliste : FunPlus Phoenix (en). Cela offre à Viper son premier titre et un ticket vers les Worlds à Reykjavik.
Edward Gaming iront loin dans la compétition, en battant RNG et Gen.G, pour atteindre la finale. Cette finale opposera Viper et ses coéquipiers à Damwon KIA, l'équipe championne en titre. Après une finale en cinq manches, Edward Gaming est couronnée championne du monde, et Park « Viper » Do-hyeon obtient alors son premier titre international. Afin de récompenser son exploit, l'AD Carry sud-coréen aura son propre skin dans le jeu, sur Aphelios.

### Saison 2022
Alors que l'équipe est fraîchement championne du monde, aucun changement n'aura lieu en ce début d'année. Viper et ses coéquipiers resteront ensemble pour aborder cette nouvelle saison. Le Spring Split est plutôt complexe, avec une timide 7e place pendant la saison régulière, et une 7e-8e place en playoffs.
Le Summer Split sera un peu meilleur, avec une 5e place, puis une 3e place après s'être incliné face à Top Esports (en). Pour pouvoir accéder aux Worlds, Edward Gaming devra jouer la finale régionale de la LPL. En battant Royal Never Give Up, Park « Viper » Do-hyeon et son équipe s'envolent vers les États-Unis.
Ils joueront à New-York, où ils devront s'incliner en huitièmes de finale face à DRX.

### Saison 2023
Pour 2023, Park « Viper » Do-hyeon est annoncé chez Hanwha Life Esports (en), et est donc de retour en Corée du Sud. Il sera accompagné de Hwang « Kingen » Seong-hoon, de Kim « Clid » Tae-min, de Kim « Zeka » Geon-woo et de Kim « Life » Jeong-min. L'équipe ne fera pas un résultat convaincant, avec une 5e place lors de la saison régulière. Ils finiront au final 4e des playoffs du Spring Split, après leur défaite face à KT Rolster (en).
Le Summer Split est quasiment similaire au Spring Split, hormis un changement de roster où Jo « Grizzly » Seung-hoon rejoint l'équipe. Viper signera le cinquième pentakill de sa carrière face à Liiv Sandbox (en) avec Zeri, ainsi qu'une 3e place durant la saison régulière. Mais l'équipe doit s'incliner face à KT Rolster (en) et ils récupèrent la 4e position. Malheureusement, après s'être inclinés 1-3 face à KT et face à Dplus KIA, l'équipe n'arrivera pas à se qualifier aux Worlds.

### Saison 2024
Il est annoncé fin novembre 2023 que Viper reste chez Hanwha Life Esports (en) avec Kim « Zeka » Geon-woo. Mais pour 2024, il sera accompagné de trois joueurs venant de l'effectif de Gen.G de 2023 : Han « Peanut » Wang-ho, Yoo « Delight » Hwang-joon et Choi « Doran » Hyeon-joon, avec qui il avait précédemment jouer lors de son passage chez Griffin. Ils termineront 3e de la saison régulière du Spring Split, et se qualifient aux playoffs. Après avoir battu Kwangdong Freecs 3-0, HLE doit affronter T1. Cette rencontre sera à sens unique, avec un 3-0 en faveur de l'équipe de Viper. Ils se retrouvent à affronter Gen.G et devront s'incliner 1 à 3. L'équipe devra jouer une place pour la finale de la LCK et pour le MSI face à T1. HLE terminera son Spring Split sur une défaite 1-3.
Le Summer Split sera plutôt bon pour Viper et son équipe, puisqu'ils finissent à la 2e position de la saison régulière. HLE devra affronter, dans un premier temps, T1, qu'ils battront 3-0, puis Gen.G, contre qui ils s'inclinent 1 à 3. Ils devront à nouveau affronter T1 dont Hanwha Life Esports (en) sortent vainqueur. Cette victoire qualifie donc l'équipe aux Worlds 2024, en Europe, et leur donne accès à la finale de la LCK face à Gen.G. Et après cinq longues parties, Viper et ses coéquipiers parviennent à s'emparer de la victoire 3 à 2.
L'équipe se retrouvent alors en Allemagne, à Berlin, pour jouer la phase de Swiss Stage des Worlds. Ils joueront tout d'abord contre PSG Talon, puis contre G2 Esports, donnant lieu deux fois à une victoire. Ils devront jouer un Bo3 ayant pour enjeu une qualification en quarts de finale de la compétition face à Gen.G. Malheureusement pour l'équipe sud-coréenne, ils devront s'incliner 1 à 2, et devront retenter leur chance face à FlyQuest (en). Et cette fois-ci, Viper et ses coéquipiers se qualifient à la prochaine phase grâce à leur victoire 2 à 1. HLE doit affronter Bilibili Gaming (en) durant les quarts de finale à l'Adidas Arena, à Paris, en France. Hanwha Life Esports (en) sera éliminé de la compétition après leur 1 à 3 face au favori chinois.

## Récompenses
- LPL MVP x1 au Spring 2021
- LPL Outstanding Rookie au Spring 2021
- LPL 1st All-Pro Team au Spring 2021
- LPL 1st All-Pro Team au Summer 2021
- LPL 3rd All-Pro Team au Spring 2022
- LPL 3rd All-Pro Team au Summer 2022
- LCK 3rd All-Pro Team au Summer 2023
- LCK 2nd All-Pro Team au Spring 2024
- LCK 2nd All-Pro Team au Summer 2024

## Résultats

### Griffin (2018 - 2020)

#### 2018
- Challengers Korea 2018 Spring | 1er
- LCK 2018 Summer - Saison Régulière | 2e
- LCK 2018 Summer - Playoffs | 2e
- Korea Regional Finals 2018 | 3e
- KeSPA Cup 2018 | 1er

#### 2019
- LCK 2019 Spring - Saison Régulière | 1er
- LCK 2019 Spring - Playoffs | 2e
- Rift Rivals 2019 | 1er
- LCK 2019 Summer - Saison Régulière | 1er
- LCK 2019 Summer - Playoffs | 2e
- Worlds 2019 | 5e - 8e
- KeSPA Cup 2019 | 5e - 8e

#### 2020
- LCK 2020 Spring - Saison Régulière | 10e

### Hanwha Life Esports (2020)

#### 2020
- LCK 2020 Summer - Saison Régulière | 9e

### Edward Gaming (2021 - 2022)

#### 2021
- LPL 2021 Spring - Saison Régulière | 2e
- LPL 2021 Spring - Playoffs | 3e
- LPL 2021 Summer - Saison Régulière | 2e
- LPL 2021 Summer - Playoffs | 1er
- Worlds 2021 | 1er

#### 2022
- LPL 2022 Spring - Saison Régulière | 7e
- LPL 2022 Spring - Playoffs | 7e - 8e
- LPL 2022 Summer - Saison Régulière | 5e
- LPL 2022 Summer - Playoffs | 3e
- LPL 2022 Regional Finals | 1er
- Worlds 2022 | 5e - 8e

### Hanwha Life Esports (2023 - )

#### 2023
- LCK 2023 Spring - Saison Régulière | 5e
- LCK 2023 Spring - Playoffs | 4e
- LCK 2023 Summer - Saison Régulière | 3e
- LCK 2023 Summer - Playoffs | 4e
- LCK 2023 Regional Finals | 3e

#### 2024
- LCK 2024 Spring - Saison Régulière | 3e
- LCK 2024 Spring - Playoffs | 3e
- LCK 2024 Summer - Saison Régulière | 2e
- LCK 2024 Summer - Playoffs | 1er
- Worlds 2024 | 5e - 8e